# Roswitha Trexler
Répertoire
Hollywooder Liederbuch
Pierrot Lunaire
Roswitha Trexler (née le 23 novembre 1936 à Leipzig) est une soprano mezzosoprano allemande, connue dans le monde entier comme interprète Eisler et impliquée dans la musique vocale d'avant-garde.

## Biographie
Roswitha Trexler est la fille du compositeur, chantre et professeur de musique religieuse catholique, Georg Trexler (en). Elle est élève de l'école Saint-Thomas de Leipzig et fait ses débuts en 1956 dans un festival de musique religieuse médiévale. En 1957, elle participe aux récitals de Bach dans l'église Saint-Thomas de Leipzig sous la direction du Thomaskantor Kurt Thomas. Pendant plusieurs années, elle fait partie du chœur de la radio de Leipzig dirigé par Herbert Kegel et travaille dans des ensembles spéciaux pour la musique ancienne (Capella lipsiensis, Capella fidicina).
Sa carrière d'interprète de musique contemporaine débute le 22 mai 1969 lors d'un concert à l'hôtel de ville de Leipzig pour la radio DDR-2, avec des œuvres de Luigi Dallapiccola sous la direction du compositeur. Au cours des années suivantes, elle collabore avec Hans Werner Henze, Luigi Nono, Witold Lutosławski, Milko Kelemen et Frederic Rzewski pour des concerts et des enregistrements radiophoniques. Elle prend part à la création mondiale d'œuvres de Reiner Bredemeyer (en), Paul Dessau, Edison Denisov, Paul-Heinz Dittrich (de), Georg Katzer (en), Hermann Keller, Luca Lombardi (en), Robert Moran et Friedrich Schenker (de).
Elle a une collaboration importante avec Hanns Eisler : elle fait l'enregistrement complet des Lieder mit Klavier et des Kantaten aus dem Exil, puis en 1982, elle introduit pour la première fois le Hollywooder Liederbuch. En tant qu'interprète d'Arnold Schönberg, elle chante Pierrot lunaire dirigé par Kurt Masur et le cycle de chansons Das Buch der hängenden Gärten avec le pianiste John Tilbury (en) pour le label Eterna. Une branche de son répertoire est la chanson ; sa réflexion théorique s'appuie sur des interprétations de Kurt Weill. Sa carrière internationale débute en 1971 au festival Automne styrien (de) et l'a conduite dans des lieux phares de la musique nouvelle, tels que l'Automne de Varsovie (en), le Chantier international d'art (it), le Centre Pompidou à Paris et la biennale de musique de Zagreb.

## Prix et distinctions
- 1974 : Prix d'art de la ville de Leipzig
- 1975 : Prix d'art de la République démocratique allemande[3]
- 1979 : Badge honorifique de l'Association des compositeurs et musicologues
- 1984 : Étoile de l'amitié des peuples en argent[4]

## Discographie
- Porträtplatte mit Werken von Paul Dessau, Hanns Eisler, Witold Lutosławski (Wergo, 1975)
- Hanns Eisler: Kantaten aus dem Exil (Nova, 1977)
- Hanns Eisler: Aus dem Hollywooder Liederbuch (Nova, 1978)
- Arnold Schönberg: Das Buch der hängenden Gärten / Alban Berg: Sieben frühe Lieder (Eterna, 1979)
- Paul Dessau: Lieder und Gesänge (Nova,1981)
- Hanns Eisler: Lieder aus dem Exil (Nova 1981)
- Hanns Eisler: Frühe Lieder (Nova, 1983)
- Heiter-satirische Verse (Werke von Rainer Kunad (en), Christfried Schmidt, Friedrich Schenker (de), Hans Jürgen Wenzel (de) (Nova, 1984)
- Kurt Schwaen (en): Lieder (Nova, 1984)
- Luca Lombardi: Tui-Gesänge (Eterna, 1985)
- Anton Webern: Lieder (Eterna, 1987)
- Rudolf Wagner-Régeny (en): Lieder (Nova, 1989)
- Einzelbeiträge, auch Mitwirkung bei Ensemblestücken, auf zahlreichen weiteren Schallplatten